# Montrouge
Montrouge é uma comuna da França localizada no departamento dos Altos do Sena, na região da Ilha de França. Está localizada ao sul de Paris.
Sua população está estimada em cerca de 42 mil habitantes, segundo um censo complementar realizado em 2003, e tem aumentado nos últimos anos, após um longo período de baixa natalidade seguido de uma fase de estagnação.

## Toponímia
Montrouge foi chamada em latim Monsrubens e sobre o papel dos feudatários de Filipe Augusto é inscrito um certo Robert de Rubeo Monte.
A cidade leva o seu nome do termo Rubeo monte (monte Vermelho) a partir da cor avermelhada do solo. O nome aparece pela primeira vez em 1194 em um texto do priorado de Saint-Lazare.

## História
Montrouge foi por muito tempo pouco povoada; depois no século XII alguns eremitas de São Guilherme, monges guilhemitas aí se estabeleceram e aí permaneceram até 1674. Eles são os segundos desta ordem a se estabelecer na França, alguns anos após a fundação do priorado de Louvergny em 1249.

### Tempos modernos
Em 1553, Genevieve Huré, viúva de Nicolas Vandier, asseyeur de la monnoye de Paris (senhor da moeda de Paris), doou ao seu noivo Guillaume Robineau (Robyneau), médico regente da Faculdade de Medicina de Paris, uma casa localizada na Grande rue, bem como um pedaço de terra em Gentilly. Aquele que colocou Montrouge mais à moda foi Charles de l'Aubespine marquês de Chàteauneuf, cortesão de Luís XIII. Por volta de 1640, a planície de Montrouge torna-se uma reserva de jogo organizada para as caças reais. Montrouge atrai notáveis à procura de um retiro discreto.

### Revolução Francesa e Império
Durante a Revolução Francesa, se diz das pedreiras de Montrouge de ter servido de esconderijo para Condorcet, que teria passado sua última noite de liberdade lá. Em 1790, o primeiro prefeito de Montrouge é François Ory, um mestrado de profissão. Em agosto de 1814, os padres jesuítas retornaram a Montrouge para abrir seu novo noviciado.
Durante os Cem Dias, à aproximação das tropas de Blücher, parecia que a planície sem obstáculos de Montrouge, insuficientemente arrumada e protegida, poderia oferecer uma posição vantajosa aos inimigos para dar batalha sob as paredes de Paris e entrar na cidade. Um corpo da cavalaria francesa, escapado da Batalha de Waterloo, separado do campo do príncipe de Eckmühl e colocado sob as ordens de Exelmans et de Vandamme, expulsou de Versalhes, em 30 de junho de 1815, dois regimentos inimigos, mas tinha sido forçado a retirar-se antes da chegada dos reforços alemães. Vandamme então liderou parte deste corpo de expedição, aumentado por alguns recrutas federados cobrindo as planícies entre Sèvres e Châtillon, ocupando Meudon, Issy, Vanves e Montrouge onde os estudantes da École polytechnique abandonaram sua posição na butte de Saint Chaumont se juntando para trazer seus canhões. Essas diferentes tropas estavam prontas e altamente motivadas para lutar quando surgiram as notícias de acordo com os termos de uma convenção militar com os aliados, mais tarde conhecida como Convenção de Saint-Cloud de 13 de julho de 1815, as hostilidades chegando definitivamente chegaram ao fim. Eles deixaram suas posições em Montrouge no dia seguinte a este armistício, Vandamme se retirando com o exército além do Loire.

### Época contemporânea

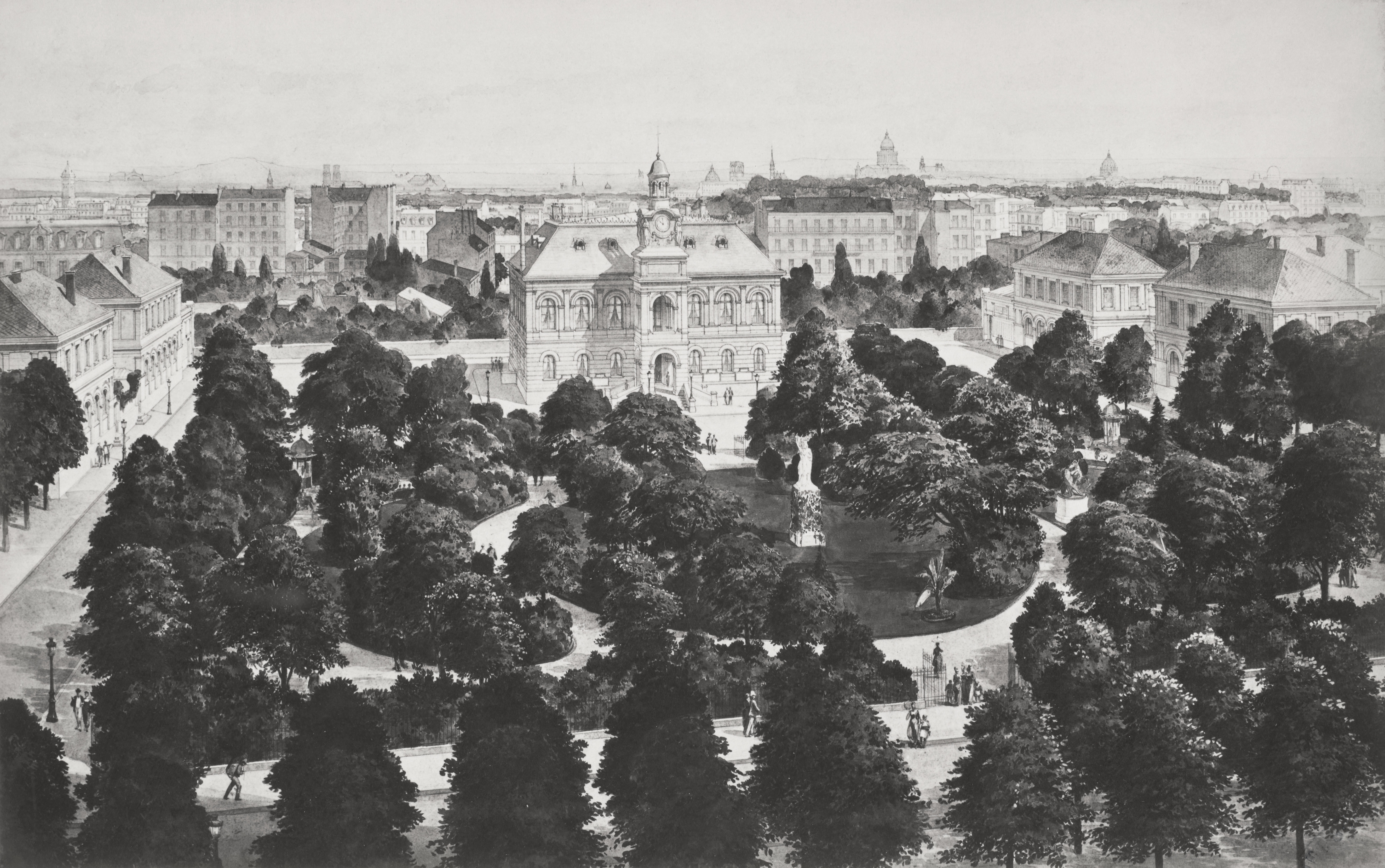
A antiga prefeitura de Montrouge e a praça de Montrouge antes de 1870 e a sua anexação à cidade de Paris.

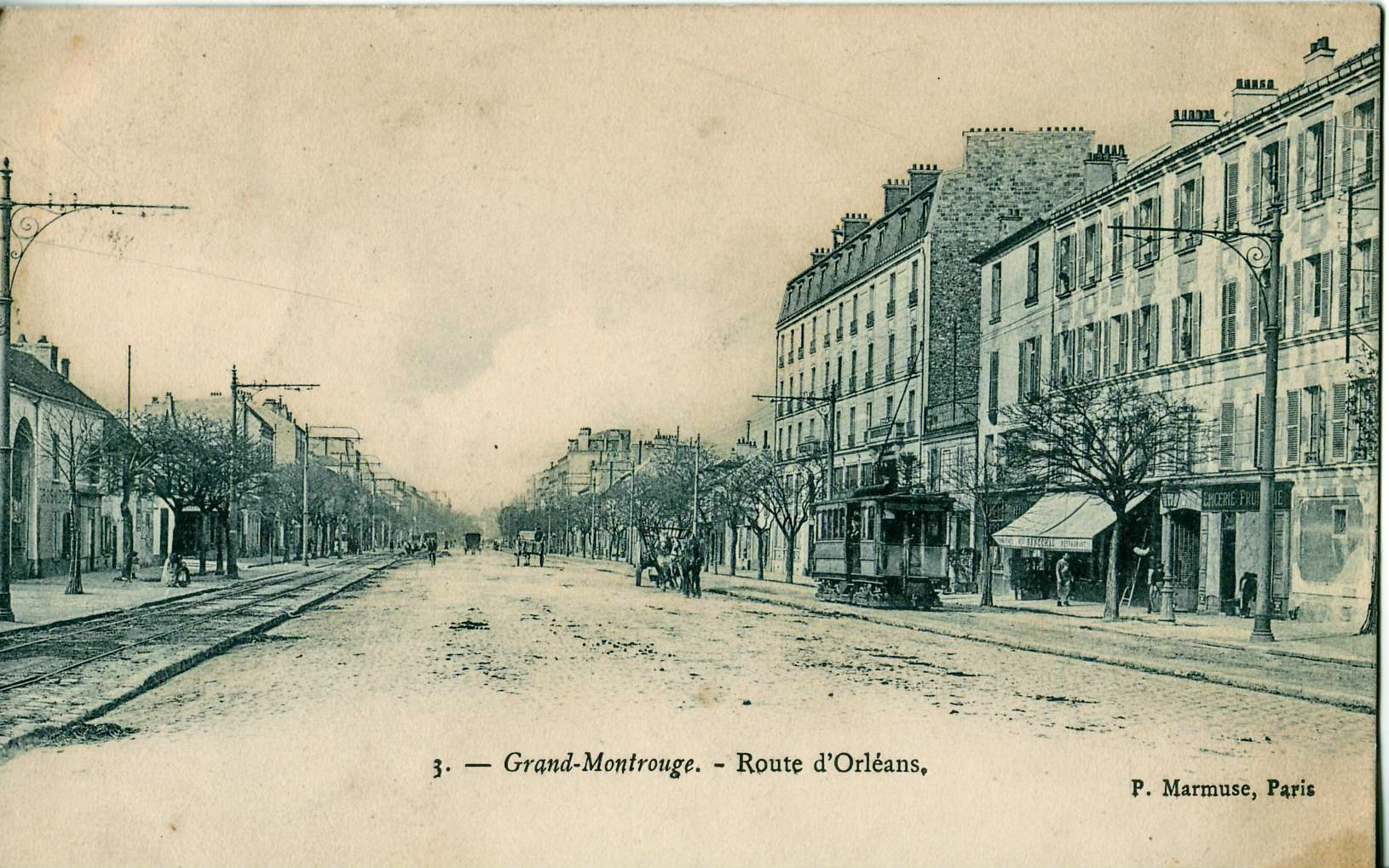
A route d'Orléans, atual avenue Aristide-Briand, antes de 1914.

Em 1843, um geógrafo M. Sanis, criou perto da prefeitura de Montrouge uma atração educativa que representa a França em miniatura: o Géorama. Sob o Segundo Império, as "oficinas católicas" de Montrouge, lideradas pelo abade Migne e empregando muitos jovens artistas, fornecem as igrejas da França em materiais decorativos, incluindo pinturas a óleo sobre tela. Três dos espécimes mais interessantes desta produção, no estilo de Delacroix, ainda estão no coro da igreja Saint-Jean-Baptiste de Audresselles (Pas-de-Calais). Em 1860, a anexação por Paris territórios situados no interior do Muro de Thiers amputou Montrouge do "Petit-Montrouge" que formou depois uma parte do 14º arrondissement de Paris. Apenas o "Grand Montrouge" permanece distinto de Paris. A comuna passou de 350 habitantes para 105 habitantes e perdeu sua prefeitura, tornada a prefeitura do 14º arrondissement de Paris. Em 1875, a comuna levou alguns hectares para as comunas vizinhas (Châtillon, Bagneux: quartier du Haut Mesnil em particular). A partir de 1925, a cidade experimentou um crescimento industrial importante (muitas lojas de impressão, na maior parte desaparecidas hoje, motores Messier, Schlumberger, também desaparecidas...). Em 14 de julho de 1935, Victor Basch (presidente do Liga dos Direitos Humanos) preside o evento fundador da Frente Popular no velódromo de Buffalo em Montrouge, envolvendo todas as organizações de esquerda. Após esta manifestação em Montrouge, a multidão protestou na Bastilha, fazendo o solene juramento de "permanecer unidos para desarmar e dissolver as ligas facciosas, para defender e desenvolver as liberdades democráticas e para assegurar a paz humana".
Durante a Segunda Guerra Mundial, Montrouge é um lugar de resistência heroica contra o ocupante. A sociedade dos Contadores e o depósito da SNCF são os principais estabelecimentos onde se encontram muitos resistentes.
Montrouge foi a primeira cidade da região parisiense a ter uma central telefônica automática.